# Karlstraße 7 (Augsburg)

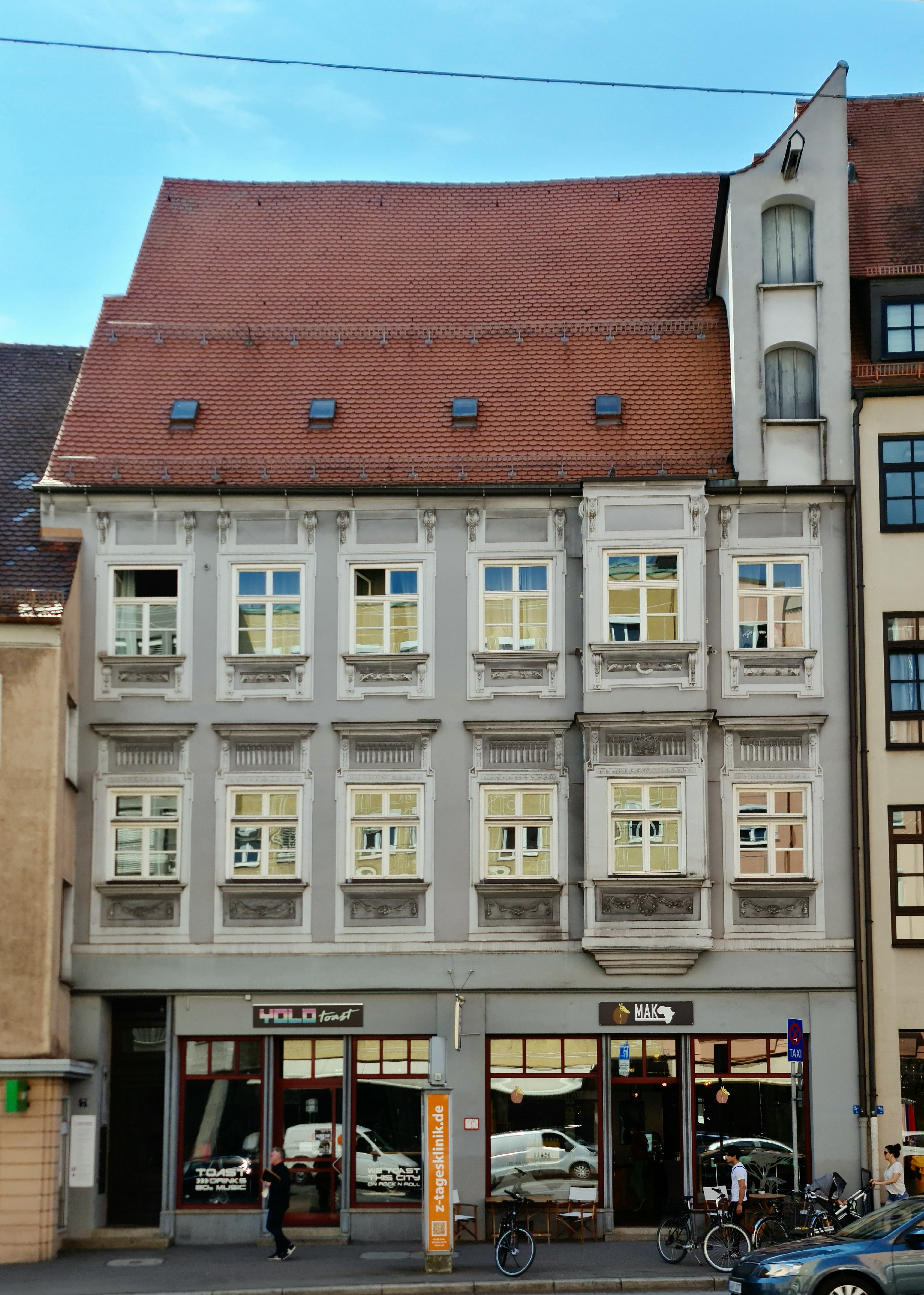
Das Haus Karlstraße 7 in Augsburg

Das Bürgerhaus Karlstraße 7 steht in der Innenstadt von Augsburg. Als Baudenkmal ist es in die Bayerische Denkmalliste eingetragen.

## Beschreibung
Es handelt sich um einen dreigeschossigen Traufseitbau mit hohem Satteldach, einem Flacherker und einem seitlichen Aufzugsgiebel. Das Erdgeschoss besitzt ein Stichkappengewölbe.

## Geschichte
Das Gebäude stammt im Kern aus dem 16. bis 17. Jahrhundert. Die Fassade bis zur Traufe wurde um 1800 mit klassizistischem Stuckdekor (sogenannter Zopfstil) gestaltet. Als eines der wenigen Häuser in dieser Straße überstand es den Zweiten Weltkrieg relativ unbeschadet. 